# Blurry Eyes
《Blurry Eyes》是日本搖滾樂團L'Arc~en~Ciel的第1張單曲。1994年由Ki/oon Records發行。

## 解說
標題曲「Blurry Eyes」是樂團L'Arc~en~Ciel自出道單曲《安心睡去》發行3個月後，第一次作為CD單曲發行。另外，此單曲的首批限量版附有角色資料設定表。
至於標題「Blurry Eyes」的日語發音接近（blɜːri aɪz），由於L'Arc~en~Ciel的成員本身都將它讀作「Blurry」，因此現在幾乎統一讀作「Blurry Eyes」。
「Blurry Eyes」當初是同年7月發行的第2張專輯《Tierra》中錄製的一首歌，但是作為單曲卻已經被刪減。這似乎與將其指定為日本電視台電視動畫《DNA²》的片頭主題曲有關，但此事卻是在所有成員不知情的情況下進行，隊長tetsuya曾發表聲明說他並不滿意。
2006年8月30日發行的12cmCD再發盤版本排在Oricon單張唱片的第12名，而再發盤版本的最高排名是從1994年首次亮相當時的第22名更新的。

## 收錄歌曲
1. Blurry Eyes
  - 作詞：hyde，作曲：tetsu，編曲：L'Arc~en~Ciel

日本電視台電視動畫《DNA²》片頭主題曲。
tetsuya（L'Arc~en~Ciel隊長、兼貝斯手）稱這是一首在與ken（日语：ken）（吉他手）組成L'Arc~en~Ciel之前，那是一首在「Be destined（日语：DUNE (アルバム)）」、「預感（日语：DUNE (アルバム)）」之後創作的歌曲[4]」。發行時已對其進行了重新編曲。（鼓手）sakura（日语：sakura (ドラマー)）說自己在歌曲中放了伊恩·佩斯（英语：Ian Paice）的曲調覺得這樣很不尋常[5]。原因是其歌曲中途有奇怪的拍號和節奏，雖然聽起來很正常，但似乎就是L'Arc[5]。
hyde（L'Arc~en~Ciel的主唱）談到歌詞說乍看之下看起來很有趣，但自己很想把隱藏在背後那焦慮之類的東西撲滅[6]。還說自己並不是主人翁。只是當時對方認為可能就是這樣的內容[6]。
在早期，L'Arc~en~Ciel很少在現場進行演唱這首歌曲，但是它從發行到現在，其播放頻率相對頻繁。另外，身為L'Arc~en~Ciel主唱的hyde在表演開始之前會先吹哨子，然後在唱歌之前將哨子扔向觀眾群。同樣的，在許多情況下，主持人會在第二次副歌之前停止播放歌曲。
這首歌基本上是4/4拍號，但D旋律「Why do you stare at the sky with your blurry eyes?」的部分以及的結尾部分已更改為6/8拍號。另外，歌曲中還有兩個吉他獨奏。
此外，該歌曲的Music Video讓任何人印象深刻的是如夢幻般的旋轉木馬的場景，只是該場景是在讀賣樂園順利保留下來的情況下才進行拍攝的[7]。這有點遠離了，該MV的拍攝地點經常被歌迷誤以為是在豐島園，但是作為電台主持人的tetsuya在廣播動畫節目《TETSUYA SATURDAY KING RADIO》說就是在讀賣樂園，所以拍攝工作事實上是在讀賣樂園進行[8]。
與L'Arc~en~Ciel也同屬於Ki/oon Records唱片公司的搖滾樂團SID於地下時期曾經翻唱這首歌曲。
2. Wind of Gold (Many Kind of Percussion Mix)
  - 作詞：hyde，作曲：ken（日语：ken），編曲：L'Arc~en~Ciel

第2張專輯《Tierra（日语：Tierra (アルバム)）》收錄歌曲「Wind of Gold」的混音版。
該歌曲的特色在於結合了sakura的天巴鼓（英语：Timbales）等打擊樂器和ken的腸線吉他，與專輯版本相比，單曲版本則強調華麗。
至今，L'Arc~en~Ciel的耦合歌曲是已重新混音的精選專輯《The Best of L'Arc~en~Ciel（日语：The Best of L'Arc〜en〜Ciel）》和已經過重新編曲的混音專輯《ectomorphed works（日语：ectomorphed works）》，但是這首歌並沒有收錄在任何專輯中，僅收錄於此單曲中[注 1]。
3. Blurry Eyes (Voiceless Version)

## 參加成員
- hyde：Vocal, Chorus
- ken（日语：ken）：Guitar
- tetsu：Bass
- sakura（日语：sakura (ドラマー)）：Drums
  - 富樫春生：Keyboard

## 翻唱
- 文斯·尼爾（英语：Vince Neil）（2012年，致敬專輯《L'Arc~en~Ciel Tribute（日语：L'Arc〜en〜Ciel Tribute）》收錄）

## 收錄專輯
原創專輯
- 《Tierra（日语：Tierra (アルバム)）》（#1）

精選專輯
- 《Clicked Singles Best 13（日语：Clicked Singles Best 13）》（#1）
- 《The Best of L'Arc~en~Ciel 1994-1998（日语：The Best of L'Arc〜en〜Ciel）》（#1）
- 《TWENITY 1991-1996（日语：TWENITY）》（#1）
- 《WORLD'S BEST SELECTION（日语：WORLD'S BEST SELECTION）》（#1）

原聲帶
- 《D·N·A² SOUND TRACK》（#1）

## 腳註